# Detlev von Bülow
Pour les articles homonymes, voir Bülow (homonymie).
Detlev Wilhelm Theodor von Bülow (né le 16 avril 1854 à Schwerin et mort le 11 février 1926 à Bad Wildungen) est un avocat administratif allemand. En tant que membre du Parti conservateur libre, il représente l'arrondissement de Stormarn au parlement de l'État prussien à partir de 1889. De 1907 à 1914, il est haut président de la province du Schleswig-Holstein.

## Biographie
Detlev von Bülow est le fils du chambellan grand-ducal-mecklembourgeois Friedrich Gustav von Bülow (de) (1817-1893), seigneur de Bothkamp et Bossee, et de la comtesse Thekla von Holstein. Il étudie à l'ancien lycée de Flensbourg (de). Après avoir obtenu son diplôme d'études secondaires, il commence des études de droit à l'Université rhénane Frédéric-Guillaume de Bonn. En 1876, il devient actif dans le Corps Borussia Bonn. En tant qu'inactif, il étudie à l'Université de Leipzig, l'Université de Heidelberg, l'Université Frédéric-Guillaume de Berlin et l'Université Christian-Albrecht de Kiel.
Après ses études, il est greffier au tribunal régional supérieur de Francfort-sur-l'Oder et évaluateur du gouvernement à Potsdam. Il retourne dans son Schleswig-Holstein natal en 1885 en tant qu'assesseur du gouvernement. En mai 1887, il est nommé administrateur de l'arrondissement de Stormarn. En juillet 1894, il quitte ses fonctions pour administrer son héritage de Bossée. En 1907, il devient haut président de la province du Schleswig-Holstein, en remplacement de Kurt von Dewitz. Il démissionne de son poste le 18 septembre 1914.
Bülow se marie le 18 août 1888 au manoir d'Eschelsmark avec Magna Bertha Jenny von Wedderkop (née le 16 avril 1867 au manoir d'Eschelsmark et morte le 14 octobre 1947 au manoir de Bossee), fille du chambellan Friedrich Ludwig Wilhelm von Wedderkop, propriétaire d'Eschelmark, et de Marianne von Hildebrandt. Le couple a trois filles et un fils.
En 1889, il est élu à la Chambre des représentants de Prusse en tant que représentant de la 16e circonscription du Schleswig-Holstein (Stormarn), où il reste jusqu'au 21 février 1907.
Bülow est citoyen d'honneur de la ville de Friedrichstadt dans l'ouest du Schleswig-Holstein depuis 1916, car il est un défenseur déterminé d'un pont de l'Eider dans la ville pendant son mandat de président. Il est également chambellan royal prussien, véritable conseiller privé et chevalier d'honneur de l'Ordre de Saint-Jean.